# Vi, Ockelbo kommun
Vi, (äldre stavning Wij) säteri och tidigare järnbruk i Ockelbo i Gästrikland. Järnbruket, som ingick i Ockelboverken, anlades 1797 och lades ned 1933. Bruket, som är bevarat som ett industriminne, ligger strax söder om Ockelbo centrum.

## Historia

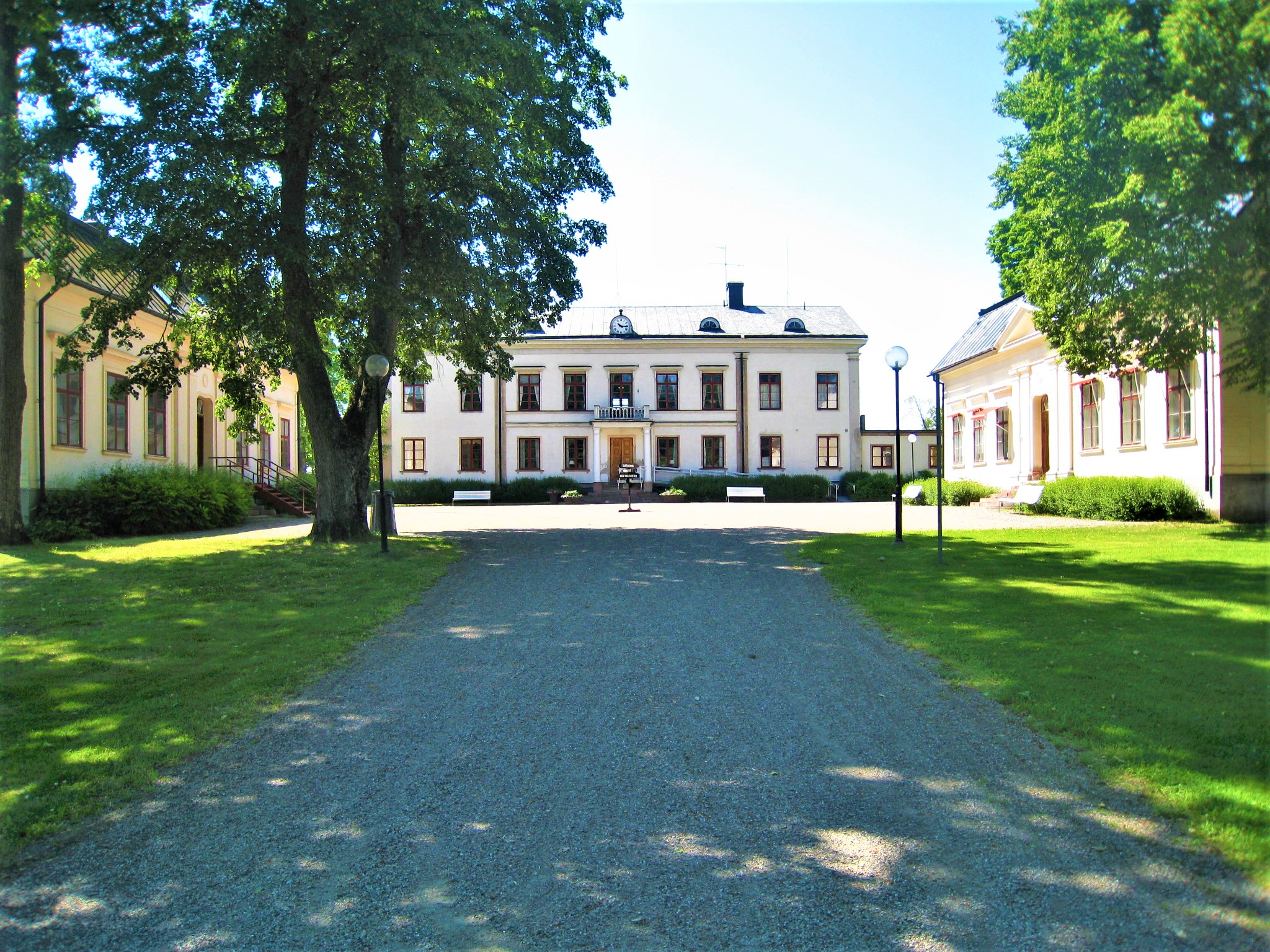
Wij herrgård, Ockelbo.

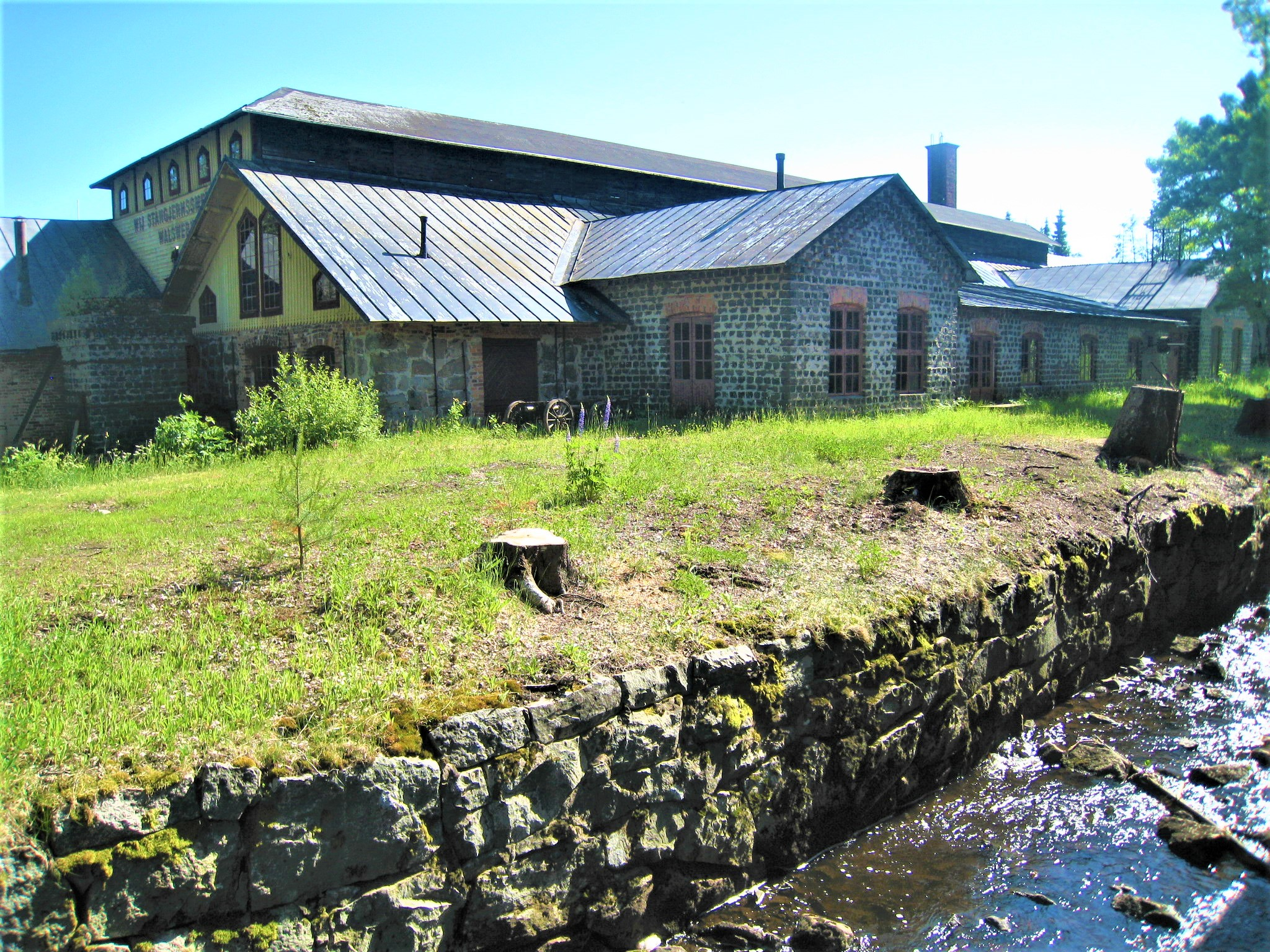
Wij valsverk.

Redan under järnåldern fanns det både bebyggelse och järnframställning vid Vi. På en udde som går ut i Bysjön (kallad Forn-Vi) finns gravar från yngre järnåldern och stora långsmala slagghögar. 
Namnet Wij är ett begrepp som härstammar från den fornnordiska tiden och ordet förekommer i ett antal ortsnamn inte bara i Sverige utan i hela Skandinavien. Exempel på ortnamn är Visby, Viborg i Danmark och Torsvi. En gång var Wij beteckningen på gudatempel eller på byar där det fanns gudatempel. Man vet inte riktigt var någonstans i Ockelbotrakten som det fanns något tempel. Kanske fanns det ett tempel i Fornwij nere vid Bysjön, där det finns de äldsta bevisen på bebyggelse. För 10 000 år sedan kan det ha bott människor där.
Wij säteri bildades under 1600-talet genom en förläning från 1649 samt arv och ägobyten av mark från byn Wij. 1666 fick den dåvarande ägaren Sven Bröms säterifrihet. Sven Bröms hade studerat till doktor i Holland och Italien och återkom 1672 till Ockelbo. Han kom att grunda ett flertal järnbruk vilka sedan skulle bilda Ockelboverken. Det övertogs senare av hans dotter Catharina Bröms.
Wij bruk anlades 1797 som ett manufakturverk intill Wij säteri vid Nötboån. Anläggningen innehöll från början två knipphammare (knippjärn) och fyra spikhammare. Smedjan kom sedan att byggas om och till ett antal gånger innan den brann ned 1863. Den återuppfördes emellertid omgående. 1882 installerades en ånghammare och en ångpanna i kombination med en räckvällugn. Smidet vid Vi ersattes 1884-85 med ett mediumvalsverk. Valsverket kompletterades 1903 med ett finvalsverk. Det valsade stålet kom sedan att säljas till bl.a. Gillette i Tyskland för tillverkning av rakblad.
1887 förvärvade skogsbolaget Kopparfors, det som senare blev Kopparbergs och Hofors Sågverks AB och Ockelboverken. I köpet ingick då även Vintjärn-Jädraås järnväg. Järnvägen kom sedermera att byggas ut och få namnet Dala-Ockelbo-Norrsundets järnväg (DONJ). På så sätt kom Vi, tillsammans med bolagets andra järnbruk, gruvor, skogar m.m. att knytas samman. Järnbruken kom dock att läggas ned ett efter ett, och från 1919 var endast Vi och Jädraås bruk i drift. 1933 lades även valsverket vid Vi ned. Skogsbolaget Kopparfors köptes i slutet sv 1970-talet upp av Papyrus och tio år senare av Stora. 1977 blev Kopparfors ett helägt dotterbolag till AB Papyrus. Kopparfors införlivades i samband med omorganiseringar inom Papyrus slutligen 1987 med Stora-koncernen, som tillhörde samma sfär som Papyrus. Därmed upphörde Kopparfors som självständigt bolag.
Den stora herrgården och närliggande byggnader och mark såldes 1996 till ett bolag med Ockelbo kommun som majoritetsägare med lokala företag och privatpersoner som delägare. Det var detta aktiebolag, Wij Säteri i Ockelbo AB, som år 2000 tog kontakt med Lars Krantz och  bad honom skissa på en trädgårdsanläggning. Det skulle senare bli Wij trädgårdar.
2022 köptes Wij herrgård av det Wallenbergägda bolaget FAM som inledde en restaurering av byggnaderna. Trädgårdsverksamheten drivs av en stiftelse.

## Sevärdheter
Vi bruk (eller Wij valsverk) är idag ett mycket välbevarat industrihistoriskt minnesmärke. Förutom själva valsverket finns bruksherrgården (uppförd 1839-1842 som ersättning för en äldre från 1680-talet) med flyglar (uppförda på 1790- respektive 1890-talet) och paviljong (uppförd på 1870-talet), bruksmässen, spannmålsmagasin, brandstation och arbetarbostäder. Kvar finns också Vi stationshus, järnvägen Dala–Ockelbo–Norrsundets Järnväg (DONJ) lades dock ned 1969-1970.
Wij Trädgårdar började planeras 2000 och är idag ett välkänt och populärt besöksmål.  Wij trädgårdar knyter an till tre viktiga komponenter i Ockelbos historia och utveckling, nämligen trä, järn och plast. Av tradition har dessa material en självklar koppling till denna bygd, och det gäller inte minst plasten. Att utnyttja dessa material handlar om produktion och utveckling av denna bygd, såsom det ursprungligen var. Materialen i rosträdgårdens pergola och skärmar är just trä och järn. Småbåtarna i plast från denna trakt är välkända, även bland folk som inte är intresserade av båtar. Inom området finns restauranger, konferenslokaler och logi.